# Sakuraeolis nungunoides
Sakuraeolis nungunoides is een slakkensoort uit de familie van de Facelinidae. De wetenschappelijke naam van de soort is voor het eerst geldig gepubliceerd in 1980 door Rudman.